# 壮関
株式会社壮関（そうかん）は、栃木県矢板市に本社を置く日本の菓子メーカーである。
経営理念は「食と笑顔　未来へつなぐ架け橋に」。
タグラインは「素材で、にっこり」

## 概要
1991年（平成3年）に関雅樹により横浜市港南区に於いて貿易業 壮関通商として創業したのが始まりだという。
その後、それまではほとんどが捨てられていたわかめの茎の部分（茎わかめ）を素材菓子として商品化。種抜きオリーブをヒントに種を抜いたカリカリ梅を日本で初めて商品化するなど、それまでなかった素材菓子のカテゴリを確立した。
東日本大震災で甚大な被害に遭った岩手県大槌町に2016年に工場を新設。復興支援としてわかめの最大の産地である東北三陸地区の地域産業の活性化と地元雇用の創出に貢献している。

## 沿革[2]
- 1991年8月（平成3年） - 関雅樹により横浜市港南区に於いて貿易業 壮関通商として創業
- 1994年4月（平成6年） - 横浜市鶴見区に移転し製造工場稼動
- 1995年9月（平成7年） - カリカリ梅発売
- 1996年9月（平成8年） - 茎わかめを素材菓子として初めて発売
- 1997年2月（平成9年） - 栃木工場竣工(現さくら工場)
- 1998年8月（平成10年） - 栃木工場に本社移転
- 2000年1月（平成12年） - 調味製造工程を自動化、自動洗浄ライン完成
- 2001年1月（平成13年） - 焙焼・乾燥ライン完成、魚介乾燥製品製造開始
- 2003年10月（平成15年） - 種抜き干し梅発売
- 2004年12月（平成16年） - 本社移転・新本社工場竣工(栃木県矢板市こぶし台)
- 2005年10月（平成17年） - 米国食品医薬品局(FDA)認証　対米HACCP取得
- 2006年2月（平成18年） - おつまみめかぶ発売
- 2008年1月（平成20年） - 喜連川社会復帰促進センター内第一・第二工場稼動
- 2008年3月（平成20年） - さくら工場・するめ包装ライン稼動
- 2010年10月（平成22年） - おつまみになった岩下の新生姜発売
- 2012年8月（平成24年） - 復活三陸産茎わかめ発売、売り上げの10％を岩手県のわかめ養殖の復興事業に寄付
- 2014年11月（平成26年） - アント・キャピタル・パートナーズグループと資本業務提携
- 2016年1月（平成28年） - 喜連川社会復帰促進センター内第三工場稼働
- 2016年5月（平成28年） - 岩手県大槌町に大槌工場落成
- 2017年1月（平成29年） - 干し芋事業取組開始(5月大谷・清原地区でさつまいも生産開始)
- 2017年5月（平成29年） - 茎わかめの情報サイト『茎わかめLIFE』開設
- 2017年10月（平成29年） - 岩手大槌工場HACCP認定取得
- 2018年1月（平成30年） - 大谷干し芋工場稼働
- 2018年2月（平成30年） - 栃木県産干し芋発売
- 2018年3月（平成30年） - 本社第2工場稼働
- 2018年9月（平成30年） - 茎わかめ自動化ライン本格稼働
- 2019年7月（令和元年） - 東京オフィス開設
- 2021年3月（令和3年） - 日本産業推進機構グループと資本業務提携
- 2021年3月（令和3年） - 本社・本社工場／本社第2工場　FSSC22000　国際認証取得
- 2021年4月（令和3年） - 岩手大槌工場　FSSC22000　国際認証取得
- 2022年4月（令和4年） - さくら工場 JFS-B規格 適合証明取得
- 2023年1月（令和5年） - 壮関インターナショナル設立
- 2023年9月（令和5年） - コーポレート・アイデンティティ（CI)を刷新。同時に注力商品18品をリニューアル

## 事業所
- 本社・工場（栃木県矢板市こぶし台4番地1(矢板南産業団地））
- 東京オフィス（東京都千代田区神田須田町1丁目14-6 神田荒木ビル7階）
- 本社第２工場（栃木県矢板市こぶし台9（トチギテック内））
- さくら工場（栃木県さくら市早乙女35番）
- 岩手大槌工場（岩手県上閉伊郡大槌町安渡2丁目1番1号）
- 喜連川第1・第2・第3工場

## 主な商品
- そうかんの茎わかめ
- そうかんの茎めかぶ
- そうかんのカリカリ梅
- そうかんの干し芋 栃木紅はるか
- そうかんのれんこんチップ